# Death and the Maiden
Death and the Maiden (Brasil: A Morte e a Donzela / Portugal: A Noite da Vingança) é um filme do gênero suspense de 1994, dirigido por Roman Polanski.
O roteiro é baseado em peça de teatro de Ariel Dorfman, um chileno exilado que escapou do regime de Augusto Pinochet. 

## Elenco
- Sigourney Weaver ... Paulina Escobar
- Ben Kingsley ... Dr. Roberto Miranda
- Stuart Wilson ... Gerardo Escobar
- Krystia Mova ... Mulher do Dr. Miranda
- Jonathan Vega ... Filho do Dr. Miranda
- Rodolphe Vega ... Filho do Dr. Miranda
- Gilberto Cortés ... Músico do quarteto de cordas
- Jorge Cruz ... Músico do quarteto de cordas
- Carlos Moreno ... Músico do quarteto de cordas
- Eduardo Valenzuela ... Músico do quarteto de cordas
- Sergio Ortega Alvarado ... Gerente do quarteto de cordas
- Karen Strassman ... Elena Galvin